# کوه‌های بوومبا
کوه‌های بوومبا (به لاتین: Bvumba Mountains) یک رشته‌کوه در زیمبابوه و موزامبیک است. کوه‌های بوومبا ۱٬۹۱۱ متر بالاتر از سطح دریا واقع شده‌است.